# Tatiri Lama
Tatiri Lama ist eine osttimoresische Siedlung im Suco Mulo (Verwaltungsamt Hato-Udo, Gemeinde Ainaro).
Das Dorf liegt im Zentrum der Aldeia Tatiri, auf einer Meereshöhe von 1860 m. Es ist eine kleine Ansammlung von einigen Häusern und Hütten. Ringsherum verstreut befinden sich noch einige einzeln stehende Häuser. Weiter südlich liegt an der Überlandstraße von Ainaro nach Dili das größere Dorf Tatiri Baru.